# François Baccelli
Pour les articles homonymes, voir Baccelli.
François Baccelli, né en 1954, est directeur de recherche à temps partiel à l'Institut national de recherche en informatique et en automatique (INRIA) et spécialiste de la modélisation probabiliste des réseaux de communication.
Il est membre de l'Académie des sciences depuis 2005. Il a été titulaire de la chaire Simons en mathématiques et en génie électrique et informatique à l'université du Texas à Austin et directeur du Simons Center on Communication, Information and Network Mathematics entre 2012 et 2021.

## Biographie
François Baccelli est diplômé de l'École nationale supérieure des télécommunications en 1977. Il passe son doctorat ès sciences en 1983 sur les "Modèles Probabilistes de systèmes informatiques distribués" (Directeur de thèse : Erol Gelenbe).
De 1987 à 1998 il est Directeur du groupe de recherche sur la modélisation et la simulation des systèmes informatiques à l'INRIA-Sophia-Antipolis. Puis de 1991à 2003 il est maître de conférences, et devient professeur chargé de cours à l'École polytechnique.
En 1998, il fonde le groupe de recherche sur les communications, commun à l'École normale supérieure et à l'INRIA-Rocquencourt.

## Travaux scientifiques
Les recherches de François Baccelli se situent à l'interface entre les mathématiques (théorie des probabilités, géométrie stochastique, systèmes dynamiques) et les communications (théorie de l'information, réseaux sans fil, science des réseaux).
Son travail avec P. Brémaud sur le cadre stationnaire-ergodique des réseaux de files d'attente, représente ces réseaux comme des fonctions de processus ponctuels sur la ligne réelle. Il en est résulté des outils mathématiques qui sont maintenant couramment utilisés en probabilités appliquées et dans la littérature sur les réseaux de communication.
Conjointement avec G. Cohen, J.P. Quadrat et G.J. Olsder, il a contribué au développement d'une théorie algébrique pour la dynamique des réseaux, l'algèbre dite (max,plus). Cela a eu un impact sur plusieurs domaines de l'ingénierie (calcul en réseau) et des mathématiques (géométrie tropicale).
Ses contributions récentes portent sur la géométrie stochastique. Ses résultats sur le modèle de Poisson-Voronoi, le modèle de Poisson-Shannon et le modèle de Poisson-Voronoi-Shannon ont jeté les bases de la représentation des réseaux de communication comme fonctionnelles des processus ponctuels dans l'espace euclidien. Ceci a conduit à la géométrie stochastique sans fil, initialement développée avec B. Blaszczyszyn,, qui est maintenant couramment utilisée dans la littérature des réseaux de communication.
Ses recherches actuelles portent sur la géométrie stochastique en haute dimension, sur la théorie des processus ponctuels stationnaires et sur les mathématiques des graphes aléatoires unimodulaires,.

## Honneurs et distinctions
François Baccelli est membre de l'Académie des sciences depuis 2005.
Il a reçu une ERC sur les mathématiques des réseaux (NEMO) en 2019 et une chaire Math+X de la Simons Foundation en 2012. Il a reçu un doctorat honorifique de l'université Heriot-Watt d'Édimbourg en 2016, le prix ACM Sigmetrics Achievement Award en 2014 et le grand prix France Telecom de l'Académie des sciences en 2002. En 2014, il a reçu le prix Stephen O. Rice et le prix Leonard G. Abraham 2014 de la IEEE Communications Society.
Il est chevalier dans l'ordre du Mérite et officier de l'ordre des Palmes académiques.